# Джерабулус (район)
Джераблу́с (араб. جرابلس‎) — район (араб. منطقة‎, минтака) в составе мухафазы Алеппо, Сирия. Его административным центром является город Джераблус. На 2004 год население района составляло 58 889 человек.

## География
Район расположен в северной части мухафазы, на границе с Турцией. На востоке граничит с районом Айн-эль-Араб, на юге — с районом Манбидж и на западе — с районом Эль-Баб. С севера на юг территорию района пересекает река Евфрат.

## Административное деление
Район делится на 2 муниципалитета или нахии:
| Нахия     | Административный центр | Население (2004 г.), чел. | Карта |
| --------- | ---------------------- | ------------------------- | ----- |
| Джераблус | Джераблус              | 41 575                    |       |
| Гандура   | Гявур-Элли             | 17 314                    |       |